# Nguyễn Bá Sơn
Nguyễn Bá Sơn (ur. 17 lutego 1995) – wietnamski zapaśnik walczący w stylu klasycznym. Zajął piętnaste miejsce na igrzyskach azjatyckich w 2018. Triumfator igrzysk Azji Południowo-Wschodniej w 2019 i 2021; drugi w 2023. Pierwszy na mistrzostwach Azji Południowo-Wschodniej w 2022, 2023 i 2025 roku.